# Lee Child

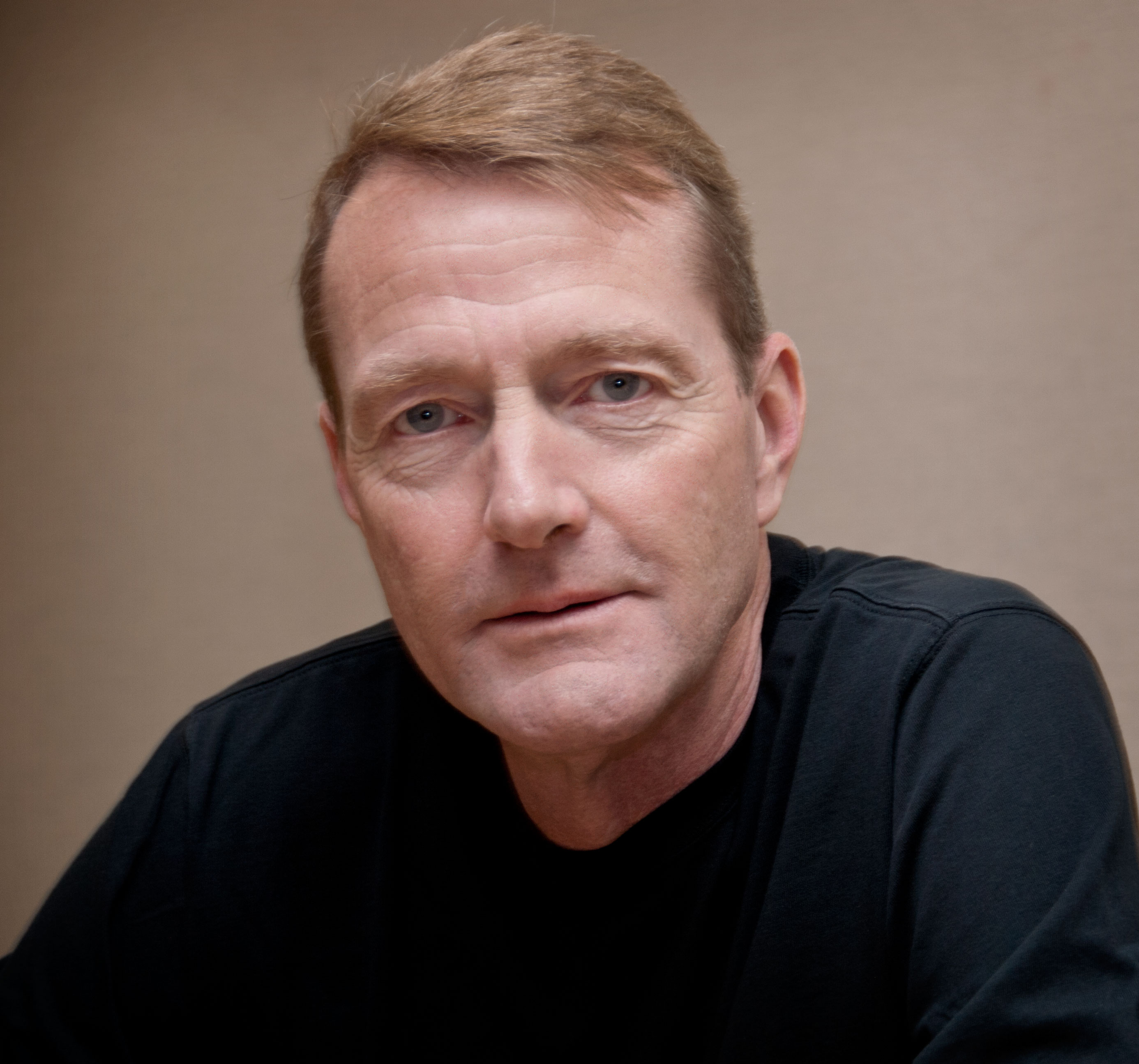
Lee Child (2010)

Lee Child CBE (* 29. Oktober 1954 in Coventry, England) ist ein britischer Thrillerautor. Er ist bekannt für seine Romane, in deren Mittelpunkt immer der ehemalige US-Militärpolizist Jack Reacher steht. Bei dem Namen Lee Child handelt es sich um ein Pseudonym für den tatsächlichen Namen James Dover Grant. Die weltweite Auflage der Bücher Childs wurde im September 2012 mit mehr als 60 Millionen in 96 Ländern angegeben.

## Leben
Child wuchs in Birmingham auf, studierte in den 1970er Jahren Jura an der Universität Sheffield. 1998 übersiedelte er in die Vereinigten Staaten. Er lebt in Manhattan (Stand Juni 2006).
Er kam zum Schreiben, als seine Produzentenkarriere bei Granada Television in Manchester 1995 aufgrund von Kosteneinsparungen mit einer Entlassung endete. Da er dort die letzten zwei Jahre als Betriebsrat tätig gewesen war, waren seine Anstellungschancen bei anderen Medienunternehmen minimal.
Er gibt in Interviews immer wieder unumwunden zu, dass kommerzielle Gründe ihn zum Schreiben brachten, wobei er sich offensichtlich sein Leben lang zum Entertainment hingezogen gefühlt hatte. Schon während seines Jurastudiums hatte er dem Theater an der Universität Sheffield so viel Zeit gewidmet, dass er einige Prüfungen wiederholen musste.
Die spätere Anstellung beim Unterhaltungsmedium Fernsehen scheint eine Konsequenz dieser Neigung gewesen zu sein. Von seiner Zeit beim Fernsehen wiederum, als Granada die ausgezeichneten Serien Brideshead Revisited, The Jewel in the Crown und Prime Suspect, produzierte, hat er nach eigenen Angaben die Überzeugung mitgenommen, dass Kommerzialität den literarischen Anspruch nicht aufs niedrigst mögliche Niveau drücken muss.
Lee Child gibt als erste Bücher, die er verschlungen habe, spannende Kinderbücher von Enid Blyton und W. E. Johns, später die Romane von Alistair MacLean an. Western, mit denen man seine Bücher durchaus vergleichen könne, habe er in seiner Kindheit nicht gelesen. Erst nachdem er schon einige seiner Romane fertig hatte, habe er Zane Grey gelesen und Parallelen festgestellt, was aber wohl daran liege, dass die Muster viel älter seien als das jeweilige Genre.

## Werk

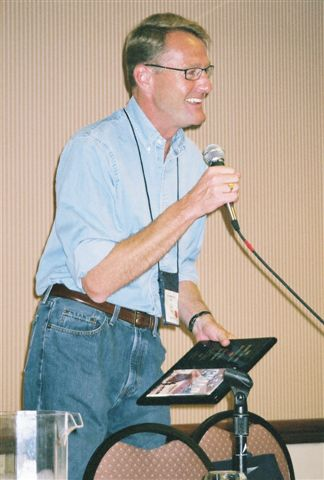
Lee Child (2005)

Die Hauptfigur aller bisherigen Romane Childs ist der ehemalige Militärpolizist Jack Reacher, ein Mann mit ausgeprägtem Gerechtigkeitsgefühl, aufrecht und tough, ohne familiäre Bindungen, im Kampf gewalttätig und erbarmungslos.
Die Arbeit am ersten Reacher-Roman begann Child, als klar wurde, dass Granada sich von ihm trennen würde. Dieser Debütroman The Killing Floor (deutsche Übersetzung: Größenwahn) wurde sofort ein Erfolg und erhielt zwei renommierte Literaturauszeichnungen. Inzwischen hat Lee Child weltweit eine große Fangemeinde, die sich als Reacher Creatures bezeichnet.
Seinen Stil hat Child nach eigenen Angaben nicht an literarischen, sondern an Sach- und Fachtexten geschult. Der sehr knappe, manchmal manieriert hauptsatzlastige Stil seiner ersten Romane ist im Lauf der Buchreihe geschmeidiger und leichter lesbar geworden und wird nur noch als eine Art Erkennungszeichen zu Beginn oder in Actionszenen eingesetzt. Sein Physiklehrer habe ihn gezwungen, knapp zu schreiben und Zweideutigkeiten zu vermeiden, sagt Child heute. Ebenso habe die Notwendigkeit, präzise Büromemos zu verfassen, sowie auch Trailertexte fürs Fernsehen, in denen es auf eine klare Pointe angekommen sei, seinen Schreibstil geprägt.
Im Januar 2020 kündigte Child mit The Sentinel den 25. Band der Jack-Reacher-Reihe an. Das Buch sollte am 25. Oktober 2020 in englischer Sprache erscheinen und das erste der Reihe sein, das Child zusammen mit seinem jüngeren Bruder Andrew verfasst hat. Wie Child gleichzeitig ankündigte, plant er weitere Bücher der Reihe zusammen mit seinem Bruder zu verfassen und mittelfristig die Fortsetzung der Romanreihe komplett an seinen Bruder zu übergeben.

## Romane
- 1997 Killing Floor. Putnam, New York City 1997, ISBN 0-399-14253-3.
  - Größenwahn, 1. Reacher-Buch, dt. von Marie Rahn, Heyne, München 1998, ISBN 3-453-87957-0.
- 1998 Die Trying
  - Ausgeliefert, 2. Reacher-Buch, dt. von Heinz Zwack, Heyne, München 2000, ISBN 3-453-17867-X.
- 1999 Tripwire
  - Sein wahres Gesicht, 3. Reacher-Buch, dt. von Wulf Bergner, Goldmann, München 2002, ISBN 3-442-35692-X.
- 2000 The Visitor – US-Titel: Running Blind
  - Zeit der Rache, 4. Reacher-Buch, dt. von Georg Schmidt, Goldmann, München 2002, ISBN 3-442-35715-2.
- 2001 Echo Burning
  - In letzter Sekunde, 5. Reacher-Buch, dt. von Wulf Bergner, Goldmann, München 2003, ISBN 3-442-35577-X.
- 2002 Without Fail
  - Tödliche Absicht, 6. Reacher-Buch, dt. von Wulf Bergner, Goldmann, München 2003, ISBN 3-7645-0164-2.
- 2003 Persuader
  - Der Janusmann, 7. Reacher-Buch, dt. von Wulf Bergner, Goldmann, München 2005, ISBN 3-7645-0181-2.
- 2004 The Enemy
  - Die Abschussliste, 8. Reacher-Buch, dt. von Wulf Bergner, Goldmann, München 2006, ISBN 3-7645-0182-0.
- 2005 One Shot
  - Sniper, 9. Reacher-Buch, dt. von Wulf Bergner, Goldmann, München 2008, ISBN 3-7645-0237-1.
- 2006 The Hard Way
  - Way Out, 10. Reacher-Buch, dt. von Wulf Bergner, Blanvalet, München 2009. ISBN 978-3-7645-0238-6.
- 2007 Bad Luck and Trouble
  - Trouble, 11. Reacher-Buch, dt. von Wulf Bergner, Blanvalet, München 2010. ISBN 978-3-7645-0355-0.
- 2008 Nothing to Lose
  - Outlaw, 12. Reacher-Buch, dt. von Wulf Bergner, Blanvalet, München 2011. ISBN 978-3-7645-0420-5.
- 2009 Gone Tomorrow
  - Underground, 13. Reacher-Buch, dt. von Wulf Bergner, Blanvalet, München 2012. ISBN 978-3-7645-0368-0.
- 2010 61 Hours
  - 61 Stunden, 14. Reacher-Buch (1. Buch der Susan-Turner-Tetralogie), dt. von Wulf Bergner, Blanvalet, München 2013, ISBN 978-3-7645-0418-2.
- 2010 Worth Dying For
  - Wespennest, 15. Reacher-Buch (2. Buch der Susan-Turner-Tetralogie), dt. von Wulf Bergner, Blanvalet, München 2014, ISBN 978-3-7645-0419-9.
- 2011 Second Son, Kurzgeschichte (Story-Chronologie: Jack Reacher als Jugendlicher – veröffentlicht als E-Book und als Teil einer Paperback-Ausgabe von „The Affair“)
- 2011 The Affair 16. Reacher-Buch (Story-Chronologie: Jack Reachers letzter Fall in der Armee [zeitlich zwischen  The Enemy und Killing Floor])
  - Der letzte Befehl, dt. von Wulf Bergner, Blanvalet, München 2017, ISBN 978-3-7645-0506-6.
- 2012 Deep Down, veröffentlicht als E-Book und als Teil einer Paperback-Ausgabe von „The Affair“.
- 2012 A Wanted Man
  - Der Anhalter, 17. Reacher-Buch (3. Buch der Susan-Turner-Tetralogie – zeitlich nach Worth Dying For), dt. von Wulf Bergner, Blanvalet, München 2015, ISBN 978-0-593-06573-0.
- 2013 High Heat, Kurzgeschichte (Story-Chronologie: Jack Reacher als Jugendlicher [zeitlich zwischen Second Son und Deep Down] – veröffentlicht als E-Book und als Teil der Paperback-Ausgabe von „A Wanted Man“)
- 2013 Never go back
  - Die Gejagten, 18. Reacher-Buch (4. Buch der Susan-Turner-Tetralogie – zeitlich nach A Wanted Man), dt. von Wulf Bergner, Blanvalet, München 2016, ISBN 978-3-7645-0542-4.
- 2014 Personal
  - Im Visier, 19. Reacher-Buch, dt. von Wulf Bergner, Blanvalet, München 2018, ISBN 978-3-7645-0636-0.
- 2015 Small Wars, Kurzgeschichte
- 2015 Make Me
  - Keine Kompromisse, 20. Reacher-Buch, dt. von Wulf Bergner, Blanvalet, München 2019, ISBN 978-3-7645-0637-7.
- 2016 Night School
  - Der Ermittler, 21. Reacher-Buch, dt. von Wulf Bergner, Blanvalet, München 2019, ISBN 978-3-7645-0716-9.
- 2017 No Middle Name. Delacorte Press, New York 2017, ISBN 978-0-399-59358-1. (Diese Anthologie kompiliert die bis dato erschienenen Reacher-Kurzgeschichten und beinhaltet eine zusätzliche, Too Much Time, die in die The Midnight Line führt.)
  - Der Einzelgänger: 12 Jack-Reacher-Storys, dt. von Wulf Bergner,  Blanvalet, München 2018, ISBN 978-3-7645-0652-0.
- 2017 The Midnight Line
  - Der Bluthund, 22. Reacher-Buch, dt. von Wulf Bergner, Blanvalet, München 2020, ISBN 978-3-7645-0722-0.
- 2018 Past Tense
  - Der Spezialist, 23. Reacher-Buch, dt. von Wulf Bergner, Blanvalet, München 2021, ISBN 978-3-7645-0761-9.
- 2019 Blue Moon
  - Die Hyänen, 24. Reacher-Buch, dt. von Wulf Bergner, Blanvalet, München 2022, ISBN  978-3-7645-0804-3.
- 2020 The Sentinel
  - Der Sündenbock, 25. Reacher-Buch, in Zusammenarbeit mit Andrew Child, dt. von Wulf Bergner, Blanvalet, München 2023, ISBN  978-3-7645-0806-7.
- 2021 Better Off Dead
  - Der Kojote, 26. Reacher-Buch, in Zusammenarbeit mit Andrew Child, dt. von Wulf Bergner, Blanvalet, München 2024, ISBN  978-3-7645-0877-7.
- 2022 No Plan B, 27. Reacher-Buch, in Zusammenarbeit mit Andrew Child
  - Der Puma, 27. Reacher-Buch, in Zusammenarbeit mit Andrew Child, dt. von Wulf Bergner, Blanvalet, München 2025, ISBN 978-3-7645-0878-4.
- 2023 The Secret, 28. Reacher-Buch, in Zusammenarbeit mit Andrew Child
- 2024 In Too Deep, 29. Reacher-Buch, in Zusammenarbeit mit Andrew Child

## Sachbücher
- 2019 The Hero
  - Der Held: Wie Helden die Welt verändern, und warum wir sie heute mehr als je zuvor brauchen – Ein Essay, dt. von Wulf Bergner, Blanvalet, München 2019, ISBN 978-3-7645-0735-0.

## Auszeichnungen
- 1998 Barry Award – Kategorie Bester Erstlingsroman für Killing Floor (dt. Größenwahn)
- 1999 Anthony Award – Kategorie Bester Erstlingsroman für Killing Floor (dt. Größenwahn)
- 1999 W H Smith Thumping Good Read Award für Die Trying (dt. Ausgeliefert)
- 2005 Nero Wolfe Award für The Enemy (dt. Die Abschussliste)
- 2005 Barry Award – Kategorie Bester Roman für The Enemy (dt. Die Abschussliste)
- 2013 Cartier Diamond Dagger lifetime achievement award,  höchste Auszeichnung der britischen Crime Writers’ Association (CWA) für das bisherige Lebenswerk eines Autors
- 2020 International Recognition Award des Irish Book Awards

## Verfilmungen
2012 wurde Jack Reacher – basierend auf Child’s 9. Reacher-Roman Sniper (One Shot) – mit Tom Cruise in der Hauptrolle verfilmt. In diesem Film hat Child einen Cameo-Auftritt als Polizist.
Der zweite Reacher-Film Jack Reacher: Kein Weg zurück, der im Herbst 2016 in die Kinos kam, ebenfalls mit Tom Cruise in der Hauptrolle, basiert auf dem 18. Reacher-Roman Die Gejagten (Never go back). Auch in diesem Streifen tritt Lee kurz als Flughafen-Mitarbeiter auf.
2022 erschien bei Amazon Prime die erste Staffel der Serie Reacher. Diese basiert auf dem 1. Reacher-Roman Größenwahn (Killing Floor). Am Ende der letzten Episode hat Lee Child ebenfalls einen Gastauftritt.
2023 erschien die zweite Staffel bei Amazon Prime. Diese basiert auf dem 11. Reacher-Roman Trouble (Bad Luck and Trouble).